# Plaça de Sant Llorenç (Lleida)
La Plaça de Sant Llorenç és una plaça pública de Lleida inclosa a l'Inventari del Patrimoni Arquitectònic de Catalunya.

## Descripció
És una plaça antiga de la ciutat de dimensions clàssiques. Encarada frontalment per l'església de Sant Llorenç de Lleida i lateralment per una fila de cases velles que conformen el carrer que la uneix amb la plaça de Sant Josep. L'espai s'escapa un xic per la tanca del pati del Palau Episcopal.

## Història
L'any 1627, la placeta de Sant Llorenç estava tota empedrada amb codissos i palets de riu, formant belles decoracions geomètriques. Enmig hom col·locà una creu gòtica amb una escalada de carreus ben escairats, que a mitjan segle xv, construí l'escultor navarrès Joan de Sangüesa. El 1716 les cases afrontaren al fossar vell i eren de pagesos com Cal Pansa i Josep Esteve, amb el malnom de «La Formiga».